# 懷利灣
懷利灣（英語：Wylie Bay）是南極洲的海灣，寬7公里，位於帕默群島的昂韋爾島西南岸，處於摩納哥角和諾瑟爾角之間，由讓-巴蒂斯特·夏古率領的法國探險隊繪入地圖，現時由南極條約體系管理。